# Уотерстон, Сэм
Сэ́мюэл А́ткинсон Уо́терстон (англ. Samuel Atkinson Waterston; род. 15 ноября 1940, Кембридж, Массачусетс, США) — американский актёр, продюсер и режиссёр. Номинант на премию «Оскар» в 1985 году как «Лучший актёр» за роль в фильме Ролана Жоффе «Поля смерти» (1984), лауреат премий «Золотой глобус» и «Эмми», обладатель собственной звезды на Голливудской «Аллее славы». Наибольшую известность получил благодаря роли Джека Маккоя в телесериале «Закон и порядок», где он снимался с 1994 по 2010 год, и роли Чарли Скиннера в «Новостях» (2012—2014).

## Молодость
Уотерстон родился в Кембридже, штат Массачусетс, и был третьим из четырёх братьев и сестёр. Его мать, Элис Такер (урождённая Аткинсон), была потомком колонистов с корабля «Мейфлауэр» и художником-пейзажистом, а его отец Джордж Чичел Уотерстон приехал в США из шотландского города Лейта и работал преподавателем иностранного языка, занимаясь также семантикой. Уотерстон учился в Brooks School, школе-интернате в Северном Андовере, штат Массачусетс, где преподавал его отец, и Groton School в массачусетском Гротоне. В 1958 году поступил в Йельский университет и окончил его со степенью бакалавра искусств в 1962 году. Позже в течение нескольких месяцев учился в Clinton Playhouse. Уотерстон также посещал Парижский университет и Американский семинар актёров.

## Карьера
Уотерстон начинал свою актёрскую деятельность как театральный актёр. Например, он играл Бенедикта в спектакле Джозефа Паппа «Много шума из ничего» и заглавную роль в «Гамлете». Также он участвовал в спектаклях театра «Лонг Уорф» и Йельского репертуарного театра в Нью-Хейвене.
Уотерстон дебютировал в кино в 1965 году в картине «Пластиковый купол Нормы Джин», но первую значимую роль получил в фильме «Фитцвилли» (1967). Снялся в роли Тома в телефильме 1973 года «Стеклянный зверинец» по одноимённой пьесе Теннесси Уильямса с Кэтрин Хепбёрн в главной роли. В роли Джима там снимался Майкл Мориарти, которого позже Уотерстон заменил в роли исполнительного помощника окружного прокурора в «Законе и порядке». Среди других его ролей — ленты «Дикари» (1972), «Великий Гэтсби» (1974, две номинации на «Золотой глобус»), «Путешествие в страх» (1975), «Козерог один» (1978), «Врата рая», «Игра в классики» (оба — 1980).
Заметными в его кино-карьере стали роли индейского вождя Белого Быка в вестерне Энтони Харви «Крыло орла» (1979), а также американского репортера Сиднея Шенберга в политической драме Ролана Жоффе «Поля смерти» (1984, номинации на «Оскар», «Золотой глобус» и BAFTA).
В 1985 году снялся c Робертом Престоном в телефильме «Finnegan Begin Again» (1985), исполнил главную роль в «Линкольне» в 1988 году (в обоих проектах главную женскую роль исполняла Мэри Тайлер Мур) и сыграл в фильме «Избиение в Вест-пойнте: Трибунал Джонсона Уиттэйкера» (1994) с Сэмюэлем Л. Джексоном. Снимался в фильмах Вуди Аллена «Интерьеры» (1978), «Ханна и её сёстры» (1986, камео), «Сентябрь» (1987) и «Преступления и проступки» (1989). Уотерстон восемь раз номинировался на «Эмми» (одна победа), семь раз на «Золотой глобус» (одна победа), одиннадцать раз на премию Гильдии киноактёров США (одна победа) и по два раза на BAFTA и «Спутник».
Помимо «Закона и порядка», среди его работ на телевидении можно выделить роль окружного прокурора Форреста Бедфорда в сериале «Я улечу», за которую он получил премию «Золотой глобус» в категории «Лучший актёр в драматическом сериале» в 1993 году. У него также была главная роль в эпизоде «Зеркальце, зеркальце» сериала «Удивительные истории» (1986). В 1994 году сыграл президента США Уильяма Фостера в телефильме «Внутренний враг», ремейке политической драмы 1964 года «Семь дней в мае».
Уотерстон также входил в состав консультативного комитета по празднованию 200-летнего юбилея Авраама Линкольна. Уотерстон играл Линкольна на сцене и телеэкране: документальный фильм «Гражданская война», «Линкольн», спектакль «Эйб Линкольн в Иллинойсе» на Бродвее (номинация на «Тони»), его голосом говорит Линкольн на выставке в Национальном центре Конституции в Филадельфии; также он читал речь Линкольна в колледже Купер-Юнион 5 мая 2004 года.
В скетче передачи «Субботним вечером в прямом эфире» Уотерстон сыграл самого себя, выступив в качестве пресс-секретаря компании Old Glory Insurance, предлагающей защиту пожилым людям от атаки роботов.
Уотерстон озвучил доктора Каплана, психиатра Брайана Гриффина, в эпизодах «Brian in Love» и «Road to Rhode Island» мультсериала «Гриффины». Уотерстон также был рассказчиком в документальном фильме NBC «Большие гонки», повествующем о знаменитой победе в мужской эстафете 4×10 км на Зимних Олимпийских играх 1994 команды Италии, обогнавшей в последний момент команду Норвегии. В документальной ленте «Lewis & Clark: The Journey of the Corps of Discovery» Уотерстон говорил от лица Томаса Джефферсона, также он играл его роль в документальном фильме «Томас Джефферсон». Он также появился в первом эпизоде сериала «Хроники будущего» под названием Идеальный побег, сыграв человека, у которого подозревают синдром Корсакова.
Уотерстон 10 ноября 2006 года вместе с Кэтрин Эрбе из «Закон и порядок: Преступное намерение» и Кристофером Мелони из «Закон и порядок: Специальный корпус» появился в 5100-м выпуске игры «Jeopardy!». Уотерстон занял второе место после Мелони, выиграв 25000 долларов, которые передал благотворительным организациям Refugees International и Oceana.
Уотерстон регулярно появлялся в рекламе TD Ameritrade, где он заменил бывшего актёра «Закона и порядка» Стивена Хилла. Также принимал участие в озвучивании рекламы журнала The Nation.
Об Уотерстоне упомянула программа «Отчёт Кольбера», заявив, что «Сэм Уотерстон говорит вещи, которым вы никогда не должны верить, в заслуживающем доверия тоне». Сам актёр заявил, что, очевидно, очень убедительно говорит неправильные цитаты из фильмов.
Уотерстон в 2008 году сыграл Полония в постановке «Гамлета». Его игра получила отличные рецензии в нескольких газетах, в том числе и в The New York Times.
12 февраля 2009 года Уотерсон присоединился к торжествам по случаю двухсотлетия Авраама Линкольна в церкви Riverside в Нью-Йорке, организованным Aaron Copland School, Riverside Inspirational Choir и NYC Labor Choir. В музыкальном представлении Мориса Пересса по произведению Эрла Робинсона The Lonesome Train: A Music Legend for Actors, Folk Singers, Choirs, and Orchestra Уотерстон сыграл Линкольна.
7 января 2010 года на 7040—Голливудском бульваре Уотерстон был удостоен звезды на голливудской «Аллее славы».
В «Законе и порядке» Уотерстон снимался в 16 сезонах. Дольше него в сериале снималась только Эпата Меркерсон.
30 октября 2010 года Уотерстон зачитал поэму Стивена Кольбера Are you sure на митинге Rally to Restore Sanity and/or Fear в Вашингтоне.
C 2012 по 2014 год Уотерстон снимался вместе с Джеффом Дэниэлсом и Эмили Мортимер телесериале Аарона Соркина «Новости», рассказывающем о жизни службы новостей на кабельном канале.

## Личная жизнь
Уотерстон был женат на своей первой супруге Барбаре Рутледж-Джонс Уотерстон с 1964 по 1975 год. Их сын Джеймс стал актёром (исполнитель роли Джерарда Питтса в «Обществе мёртвых поэтов»). Второй раз Сэм Уотерстон женился на бывшей модели Линн Луизе Вудрафф в 1976 году. У них трое детей: дочери Кэтрин и Элизабет, которые также являются актрисами, и сын Грэм.
Сэм активно занимается благотворительной деятельностью, Уотерстон участвует в работе таких организаций, как Oceana, являясь там членом совета директоров, Refugees International, Meals on Wheels, United Way of America и Американской гильдии актёров-епископалов. Уотерстон является приверженцем Епископальной церкви; он даже озвучил документальный фильм «Here Am I, Send Me» (1999) об их проповеднике Джонатане Дэниелсе.
Являлся представителем движения Unity08, которое безуспешно выступало против двухпартийной системы на президентских выборах в США в 2008 году. Уотерстон заявил, что он был демократом, пока не вышел из партии после предвыборного ролика Линдона Джонсона «Дэйзи». Уотерстон также появлялся в печатных изданиях, телевизионных рекламных роликах для либерального журнала The Nation.
В 2002 году Уотерстон и его коллега по «Закону и порядку» Джерри Орбах были награждены премией «Живые ориентиры» от организации по охране старых зданий New York Landmarks Conservancy.

## Фильмография
| Год          |     | Русское название                    | Оригинальное название             | Роль                    |
| ------------ | --- | ----------------------------------- | --------------------------------- | ----------------------- |
| 1974         | ф   | Великий Гэтсби                      | The Great Gatsby                  | Ник Кэррауэй            |
| 1975         | ф   | Путешествие в страх                 | Journey into Fear                 | мистер Грэм             |
| 1978         | ф   | Козерог-1                           | Capricorn One                     | Питер Уиллис            |
| 1978         | ф   | Интерьеры                           | Interiors                         | Майк                    |
| 1979         | ф   | Крыло орла                          | Eagle's Wing                      | «Белый бык»             |
| 1979         | тф  | Дружественный огонь                 | Friendly Fire                     | Си Ди Брайан            |
| 1980         | ф   | Врата рая                           | Heaven's Gate                     | Фрэнк Кантон            |
| 1980         | мтф | Оппенгеймер                         | Oppenheimer                       | Роберт Оппенгеймер      |
| 1984         | ф   | Поля смерти                         | The Killing Fields                | Сидней Шенберг          |
| 1985         | ф   | Предостережение                     | Warning Sign                      | Сэл Морз                |
| 1986         | ф   | Ханна и её сёстры                   | Hannah and Her Sisters            | Дэвид                   |
| 1986         | ф   | Только между друзьями               | Just Between Friends              | Гарри Крэндалл          |
| 1987         | ф   | Сентябрь                            | September                         | Питер                   |
| 1989         | ф   | Добро пожаловать домой              | Welcome Home                      | Вуди                    |
| 1989         | ф   | Преступления и проступки            | Crimes and Misdemeanors           | Бен                     |
| 1990         | ф   | Диспут                              | Mindwalk                          | Джек Эдвардс            |
| 1991         | ф   | Человек на Луне                     | The Man in the Moon               | Мэттью Трант            |
| 1991—1993    | с   | Я улечу                             | I’ll Fly Away                     | Форрест Бедфорд         |
| 1993         | ф   | Пленник земли                       | A Captive in the Land             | Ройс                    |
| 1994         | тф  | Мать Дэвида                         | David's Mother                    | Джон Нильс              |
| 1994         | ф   | Мамочка — убийца-маньячка           | Serial Mom                        | Юджин Сатфин            |
| 1994—2010    | с   | Закон и порядок                     | Law & Order                       | Джек Маккой             |
| 1995         | ф   | Путешествие Августа Кинга           | The Journey of August King        | Муни Райт               |
| 1997         | ф   | Теневой заговор                     | Shadow Conspiracy                 | президент               |
| 1997—1999    | с   | Убойный отдел                       | Homicide: Life on the Street      | Джек Маккой             |
| 2000         | мс  | Гриффины                            | Family Guy                        | доктор Каплан           |
| 2000—2018    | с   | Закон и порядок: Специальный корпус | Law & Order: Special Victims Unit | Джек Маккой             |
| 2002         | тф  | История Мэттью Шепарда              | The Matthew Shepard Story         | Дэннис Шепард           |
| 2003         | ф   | Развод                              | Le Divorce                        | Честер Уокер            |
| 2005         | с   | Закон и порядок: Суд присяжных      | Law & Order: Trial by Jury        | Джек Маккой             |
| 2007         | с   | Хроники будущего                    | Masters of Science Fiction        | Хавелмэн                |
| 2012—2014    | с   | Новости                             | The Newsroom                      | Чарли Скиннер           |
| 2013         | с   | Джо                                 | Jo                                | Дэвид Зифкин            |
| 2015         | ф   | Анестезия                           | Anesthesia                        | профессор Уолтер Зарроу |
| 2015 — н. в. | с   | Грейс и Фрэнки                      | Grace and Frankie                 | Сол Бергстайн           |
| 2016         | ф   | Опасная игра Слоун                  | Miss Sloane                       | Джордж Дюпон            |
| 2017         | с   | Забытые Богом                       | Godless                           | Джон Кук                |
| 2018         | ф   | По половому признаку                | On the Basis of Sex               | Эрвин Грисволд          |

## Премии и номинации
| Премия                         | Год церемонии | Номинация                                           | Фильм                         | Результат |
| ------------------------------ | ------------- | --------------------------------------------------- | ----------------------------- | --------- |
| «Оскар»                        | 1985          | Лучшая мужская роль                                 | «Поля смерти»                 | Номинация |
| BAFTA                          | 1981          | Лучшая мужская роль на ТВ                           | «Оппенгеймер»                 | Номинация |
| BAFTA                          | 1985          | Лучшая мужская роль                                 | «Поля смерти»                 | Номинация |
| «Тони»                         | 1994          | Лучшая мужская роль в спектакле                     | «Эйб Линкольн в Иллинойсе»    | Номинация |
| «Золотой глобус»               | 1975          | Лучший актёрский дебют в мужской роли               | «Великий Гэтсби»              | Номинация |
| «Золотой глобус»               | 1975          | Лучшая мужская роль второго плана — кинофильм       | «Великий Гэтсби»              | Номинация |
| «Золотой глобус»               | 1983          | Лучшая мужская роль — мини-сериал или телефильм     | «Оппенгеймер»                 | Номинация |
| «Золотой глобус»               | 1985          | Лучшая мужская роль — драма                         | «Поля смерти»                 | Номинация |
| «Золотой глобус»               | 1992          | Лучшая мужская роль в телевизионном сериале — драма | «Я улечу»                     | Номинация |
| «Золотой глобус»               | 1993          | Лучшая мужская роль в телевизионном сериале — драма | «Я улечу»                     | Победа    |
| «Золотой глобус»               | 1995          | Лучшая мужская роль в телевизионном сериале — драма | «Закон и порядок»             | Номинация |
| «Эмми»                         | 1974          | Лучший актёр второго плана в драме                  | «Стеклянный зверинец»         | Номинация |
| «Эмми»                         | 1992          | Лучший актёр в драматическом сериале                | «Я улечу»                     | Номинация |
| «Эмми»                         | 1993          | Лучший актёр в драматическом сериале                | «Я улечу»                     | Номинация |
| «Эмми»                         | 1994          | Лучший актёр в мини-сериале или фильме              | «I'll Fly Away: Then and Now» | Номинация |
| «Эмми»                         | 1996          | Лучший информационный сериал                        | «Потерянные цивилизации»      | Победа    |
| «Эмми»                         | 1997          | Лучший актёр в драматическом сериале                | «Закон и порядок»             | Номинация |
| «Эмми»                         | 1999          | Лучший актёр в драматическом сериале                | «Закон и порядок»             | Номинация |
| «Эмми»                         | 2000          | Лучший актёр в драматическом сериале                | «Закон и порядок»             | Номинация |
| Премия Гильдии киноактёров США | 1995          | Лучший актёрский состав в драматическом сериале     | «Закон и порядок»             | Номинация |
| Премия Гильдии киноактёров США | 1996          | Лучший актёрский состав в драматическом сериале     | «Закон и порядок»             | Номинация |
| Премия Гильдии киноактёров США | 1997          | Лучший актёрский состав в драматическом сериале     | «Закон и порядок»             | Номинация |
| Премия Гильдии киноактёров США | 1998          | Лучшая мужская роль в драматическом сериале         | «Закон и порядок»             | Номинация |
| Премия Гильдии киноактёров США | 1998          | Лучший актёрский состав в драматическом сериале     | «Закон и порядок»             | Номинация |
| Премия Гильдии киноактёров США | 1999          | Лучшая мужская роль в драматическом сериале         | «Закон и порядок»             | Победа    |
| Премия Гильдии киноактёров США | 1999          | Лучший актёрский состав в драматическом сериале     | «Закон и порядок»             | Номинация |
| Премия Гильдии киноактёров США | 2000          | Лучший актёрский состав в драматическом сериале     | «Закон и порядок»             | Номинация |
| Премия Гильдии киноактёров США | 2001          | Лучший актёрский состав в драматическом сериале     | «Закон и порядок»             | Номинация |
| Премия Гильдии киноактёров США | 2002          | Лучший актёрский состав в драматическом сериале     | «Закон и порядок»             | Номинация |
| Премия Гильдии киноактёров США | 2004          | Лучший актёрский состав в драматическом сериале     | «Закон и порядок»             | Номинация |
| «Спутник»                      | 1998          | Лучший актёр в драматическом сериале                | «Закон и порядок»             | Номинация |
| «Спутник»                      | 2000          | Лучший актёр в драматическом сериале                | «Закон и порядок»             | Номинация |